# Daewoo CPC-300
Daewoo CPC-300 — бытовой компьютер стандарта MSX2, производившийся компанией Daewoo Electronics Co. Ltd. (Южная Корея). Также имеет логотип IQ2000 на корпусе. В варианте CPC-300E поставлялся в СССР.

## Описание
Компьютер выполнен в виде клавиатуры-моноблока, — вся электроника в корпусе клавиатуры. Цвет корпуса чёрный с серыми клавишами либо белый корпус с серыми и синими клавишами. Имеется встроенный трансформаторный блок питания. Компьютер не имеет дисковода. Один слот для картриджа на верхней части корпуса.

## Модификации
Известно две модификации этой модели компьютера — CPC-300 и CPC-300E. CPC-300E является упрощённым вариантом CPC-300. При этом модификация CPC-300 существует в двух вариантах — обычном, для использования в Корее, и экспортном (о наличии экспортного варианта для CPC-300E информация отсутствует). Экспортная модификация не имеет специального обозначения.

### Вариант для Кореи
Клавиатура компьютера содержит символы хангыль (корейское фонематическое письмо), и специальную клавишу для включения режима ввода таких символов (с надписью «хангыль», выполненную этими символами), со световым индикатором.
Заставка при включении компьютера отличается от стандартной для компьютеров MSX, и содержит надпись IQ 2000, выполненную символами хангыль. Для модификации компьютера CPC-300, имеющей часы реального времени, на заставке также отображаются текущие дата и время. Далее выводится экран с номером версии MSX BASIC, он содержит надписи MSX BASIC version 2.0 Copyright 1985 by Microsoft (на английском языке) и MSX Hangul version 3.00 Copyright 1986 by Daewoo (надписи Hangul и Daewoo выполнены символами хангыль). После этого на чистом экране появляется приглашение MSX BASIC (стандартные строки приглашения с номером версии отсутствуют).
В MSX-BASIC добавлен специальный монохромный режим высокого разрешения для отображения символов хангыль. Он включается командой SCREEN 9. Однако, технически он представляет собой программно модифицированный режим SCREEN 6. Таким образом, видеоконтроллер этого компьютера — стандартный для машин стандарта MSX2 Yamaha V9938. Наличие режима SCREEN 9 у ряда корейских компьютеров породило предположение об использовании в качестве их видеоконтроллера некоего промежуточного между V9938 и V9958 варианта, условно называемого V9948. Предположение об использовании в этой и ряде других моделей компьютеров Daewoo видеоконтроллера V9958 также ошибочно — на плате компьютера установлен стандартный контроллер Yamaha V9938 с металлическим радиатором.

### Экспортный вариант
Клавиатура не содержит символов хангыль, вместо них присутствуют диакритические знаки, используемые в Европейских языках. Клавиша режима ввода в этом варианте не имеет светового индикатора, и имеет обозначение CODE.
Информация о внешнем виде заставки экспортного варианта отсутствует.

## Технические характеристики
Общие для всех вариантов исполнения компьютера характеристики:
- Версия стандарта: MSX2
- Телевизионный стандарт: NTSC
- Выходы для подключения к телевизору или монитору:
  - Высокочастотный (RF)
  - Низкочастотный (AV, выход звука монофонический)
  - RGB
  - Переключатель «чёрно-белое — цветное изображение»
  - Переключатель канала для высокочастотного выхода
- Разъёмы:
  - Порт принтера
  - Порт расширения
  - Разъём для подключения магнитофона
- Напряжение питания: 110/220 вольт 50 Гц (переключатель в нижней части корпуса)
- Потребляемая мощность: 21 ватт

### CPC-300
- ОЗУ: 128 КБ
- Видео-ОЗУ: 128 КБ
- Дополнительно:
  - Часы реального времени с батарейным питанием
  - Разъёмы для подключения джойстиков
  - Разъём для подключения светового пера
  - Обучающая программа MSX-TUTOR

### CPC-300E
- ОЗУ: 64 КБ
- Видео-ОЗУ: 128 КБ
- Дополнительно:
  - Нет часов реального времени
  - Нет разъёмов для подключения джойстиков
  - Нет разъёма для подключения светового пера

## MSX-TUTOR
Корейский вариант модификации CPC-300 имеет встроенную обучающую программу MSX-TUTOR (на корейском языке). Она запускается при включении компьютера. Выполнение этой программы может быть прервано нажатием клавиши SELECT, после чего появится стандартное приглашение MSX BASIC. Чтобы избежать повторения этой операции при каждом включении компьютера, можно выполнить команду SET SYSTEM 1. Она отключит запуск MSX-TUTOR, и эта настройка сохранится в памяти часов реального времени (для повторного включения MSX-TUTOR требуется выполнить команду SET SYSTEM 0).
Модификация CPC-300E не содержит MSX-TUTOR. Выполнение команды SET SYSTEM с любыми параметрами приводит к сообщению Syntax error.

## Известность в России
Daewoo CPC-300E — один из немногих компьютеров стандарта MSX, имеющих распространение в России. Был закуплен для учебных заведений, однако из-за отсутствия русификации широко не использовался. Классы на основе компьютеров Daewoo существовали, например, в школах Приморского края. Иногда можно встретить партии из 10-15 упакованных и неиспользованных этих компьютеров (бывали на интернет-аукционах). В отличие от компьютеров Yamaha YIS503 и YIS805 поставлявшихся в СССР с русскими буквами на клавиатуре, компьютеры Daewoo, встречающиеся в России, имеют клавиатуру только с английскими и корейскими буквами. В комплект этих компьютеров также входит руководство пользователя на английском языке.